# Cerodontha phalaridis
Cerodontha phalaridis är en tvåvingeart som beskrevs av Nowakowski 1967. Cerodontha phalaridis ingår i släktet Cerodontha och familjen minerarflugor. Inga underarter finns listade i Catalogue of Life.